# داغ‌لی‌گان (امیرداغ)
داغ‌لی‌گان (به ترکی استانبولی: Dağılgan) یک منطقهٔ مسکونی در ترکیه است که در امیرداغ واقع شده‌است.